# St. Germain (Wisconsin)
St. Germain es un pueblo ubicado en el condado de Vilas en el estado estadounidense de Wisconsin. En el Censo de 2010 tenía una población de 2.085 habitantes y una densidad poblacional de 20,1 personas por km².

## Geografía
St. Germain se encuentra ubicado en las coordenadas 45°55′31″N 89°30′57″O / 45.92528, -89.51583. Según la Oficina del Censo de los Estados Unidos, St. Germain tiene una superficie total de 103.72 km², de la cual 87.07 km² corresponden a tierra firme y (16.04%) 16.64 km² es agua.

## Demografía
Según el censo de 2010, había 2.085 personas residiendo en St. Germain. La densidad de población era de 20,1 hab./km². De los 2.085 habitantes, St. Germain estaba compuesto por el 97.51% blancos, el 0.53% eran afroamericanos, el 0.29% eran amerindios, el 0.38% eran asiáticos, el 0% eran isleños del Pacífico, el 0.14% eran de otras razas y el 1.15% pertenecían a dos o más razas. Del total de la población el 1.2% eran hispanos o latinos de cualquier raza.